# Светско првенство у атлетици на отвореном 2017 — штафета 4 × 100 метара за жене
Трка штафета 4 х 100 метара у женској конкуренцији на Светском првенству у атлетици 2017. у Лондону одржан је 12. августа на Олимпијском стадиону.
Титулу светских првакиња из Пекинга 2015. бранила је штафета Јамајке.

## Земље учеснице
Учествовале су 67 атлетичарки из 16 земаља.
1. Бахаме (4)
2. Бразил (4)
3. Гана (4)
4. Еквадор (4)
5. Јамајка (5)
6. Казахстан (4)
7. Кина (4)
8. Немачка (4)
9. Нигерија (4)
10. САД (5)
11. Тринидад и Тобаго (4)
12. Уједињено Краљевство (4)
13. Украјина (4)
14. Француска (4)
15. Холандија (5)
16. Швајцарска (4)

## Освајачи медаља
|                                                                     |                                                                                |                                                                   |
| САД · Aaliyah Brown · Алисон Феликс · Моролаке Акиносун · Тори Боуи | Уједињено Краљевство · Аша Филип · Дезире Хенри · Дина Ашер-Смит · Дарил Неита | Јамајка · Јура Леви · Наташа Морисон · Симон Фејси · Сашали Форбс |

## Рекорди
| Рекорди пре почетка Светског првенства 2017.     | Рекорди пре почетка Светског првенства 2017.                                                                 | Рекорди пре почетка Светског првенства 2017. | Рекорди пре почетка Светског првенства 2017. | Рекорди пре почетка Светског првенства 2017. |
| ------------------------------------------------ | --- | -------------------------------------------- | -------------------------------------------- | -------------------------------------------- |
| Олимпијски рекорди                               | Сједињене Државе · (Бјанка Најт, Алисон Филикс, Маршевет Мајерс, Кармелита Џетер)                            | 40,82                                        | Лондон, Уједињено Краљевство                 | 10. август 2012.                             |
| Светски рекорд                                   | Сједињене Државе · (Бјанка Најт, Алисон Филикс, Маршевет Мајерс, Кармелита Џетер)                            | 40,82                                        | Лондон, Уједињено Краљевство                 | 10. август 2012.                             |
| Рекорд светских првенстава                       | Јамајка · (Вероника Кембел-Браун, Наташа Морисон, Елејн Томпсон, Шели-Ен Фрејзер-Прајс)                      | 41,07                                        | Пекинг, Кина                                 | 25. август 2015.                             |
| Најбољи светски резултат сезоне                  | Сједињене Државе, Универзитет Орегона · (Makenzie Dunmore, Дија Стивенс, Hannah Cunliffe, Аријана Вошингтон) | 42,12                                        | Торанс, САД                                  | 15. април 2017.                              |
| Најбољи светски резултат сезоне                  | Сједињене Државе, Државни универзитет Луизијане · (Mikiah Brisc, Кортни Џонсон, Jada Martin, Алеја Хобс)     | 42,12                                        | Батон Руж, САД                               | 29. април 2017.                              |
| Европски рекорд                                  | Источна Немачка · (Зилке Гладиш, Сабине Ригер, Ингрид Ауерсвалд, Марлис Гер)                                 | 41,37                                        | Канбера, Аустралија                          | 6. октобар 1985.                             |
| Северноамерички рекорд                           | Сједињене Државе · (Бјанка Најт, Алисон Филикс, Маршевет Мајерс, Кармелита Џетер)                            | 40,82                                        | Лондон, Уједињено Краљевство                 | 10. август 2012.                             |
| Јужноамерички рекорд                             | Бразил · (Евелин Дос Сантос, Ана Клаудија Лемос да Силва, Франсијела Красуки, Росанжела Сантос)              | 42,29                                        | Москва, Русија                               | 18. август 2013.                             |
| Афрички рекорд                                   | Нигерија · (Беатрис Утонду, Фејт Идехен, Кристи Опара Томпсон, Мери Оњали)                                   | 42,39                                        | Барселона, Шпанија                           | 7. август 1992.                              |
| Азијски рекорд                                   | Кина · (Лин Сјао, Ли Јали, Љу Сјаомеј, Ли Сјемеј)                                                            | 42,23                                        | Шангај, Кина                                 | 23. октобар 1997.                            |
| Океанијски рекорд                                | Аустралија · (Рејчел Меси, Сузан Броудрик, Џоди Ламберт, Мелинда Гејсфорд Тејлор) ·                          | 42,99                                        | Полокване, Јужноафричка Република            | 18. март 2000.                               |
| Рекорди после завршеног Светског првенства 2017. | |                                              |                                              |                                              |
| Најбољи светски резултат сезоне                  | Сједињене Државе · (Aaliyah Brown, Алисон Феликс, Моролаке Акиносун, Аријана Вошингтон)                      | 41,84                                        | Пекинг, Кина                                 | 12. август 2017.                             |
| Најбољи светски резултат сезоне                  | Сједињене Државе · (Aaliyah Brown, Алисон Феликс, Моролаке Акиносун, Тори Боуи)                              | 41,82                                        | Пекинг, Кина                                 | 12. август 2017.                             |

## Критеријум квалификација
Осам штафета се квалификовало као финалисти Светског првенства у такмичењу штафета 2017. године..
1. Немачка (42,84)
2. Јамајка (42,95)
3. Кина (43,11)
4. Холандија (43,17)
5. Француска (43,90)
6. Бахаме (44,01)
7. Сједињене Државе НЗ
8. Бразил НЗ

Других 8 штафета пласирало се на основу најбољих резултата постигнутим између 1. јануара 2016 и 23. јула 2017.
1. Велика Британија  (41,77)
2. Швајцарска (42,53)
3. Гана (42,67)
4. Казахстан (42,92)
5. Тринидад и Тобаго (42,94)
6. Украјина (43,09)
7. Нигер (43,84)
8. Еквадор (44,26)

У загради су резултати остварени у периоду од 1. 1. 2016. до 23. 7. 2017.

## Сатница
| Датум           | Време | Коло          |
| --------------- | ----- | ------------- |
| 12. август 2017 | 10:35 | Квалификације |
| 12. август 2017 | 21:30 | Финале        |

Сва времена су по локалном времену (UTC+1)

## Резултати

### Квалификације
Такмичење је одржано 12. августа 2017. године. У квалификацијама су учествовале 16 екипа, подељене у 2 групе. У финале су се пласирале по три првопласиране из група (КВ) и две на основу постигнутог резултата (кв).,,
Почетак такмичења: Група 1 у 10:35 и Група 2 у 10:44 по локалном времену.
| Поз. | Гру. | Ста. | Штафета              | Атлетичарке                                                                      | НР    | Вр.          | Бел.    |
| ---- | ---- | ---- | -------------------- | -------------------------------------------------------------------------------- | ----- | ------------ | ------- |
| 1.   | 1    | 4    | САД                  | Aaliyah Brown, Алисон Феликс, Моролаке Акиносун, Аријана Вошингтон               | 40,82 | 41,84        | КВ, СРС |
| 2.   | 1    | 5    | Уједињено Краљевство | Аша Филип, Дезире Хенри, Дина Ашер-Смит, Дарил Неита                             | 41,77 | 41,93        | КВ, НРС |
| 3.   | 2    | 6    | Немачка              | Татјана Пинто, Лиза Мајер, Ђина Лукенкемпер, Ребека Хазе                         | 41,37 | 42,34        | КВ      |
| 4.   | 1    | 9    | Швајцарска           | Ајла Дел Понте, Сара Ачо, Муџинба Камбунђи, Саломе Кора                          | 42,53 | 42,50 (,495) | КВ, НР  |
| 5.   | 2    | 5    | Јамајка              | Кристанија Вилијамс, Наташа Морисон, Јура Леви, Сашали Форбс                     | 41,29 | 42,50 (,497) | КВ      |
| 6.   | 1    | 8    | Холандија            | Мадиеа Гафор, Дафне Схиперс, Наоми Седнеј, Џамил Самјуел                         | 42,04 | 42,64        | кв, НРС |
| 7.   | 2    | 9    | Бразил               | Франсијела Красуки, Ана Клаудија Силва, Виторија Кристина Роза, Росанжела Сантос | 42,29 | 42,77        | КВ, НРС |
| 8.   | 2    | 2    | Тринидад и Тобаго    | Кели-Ен Баптист, Мишел-Ли Ахје, Семој Хакет, Khalifa St. Fort                    | 42,03 | 42,91        | кв, НРС |
| 9.   | 1    | 7    | Француска            | Orlann Ombissa-Dzangue, Ајоделе Икесан, Маруса Паре, Carolle Zahi                | 41,78 | 42,92        | НРС     |
| 10.  | 1    | 6    | Гана                 | Flings Owusu-Agyapong, Џема Ашимпонг, Акуа Обенг-Акрофи, Џенет Ампонса           | 42,67 | 43,68        | НРС     |
| 11.  | 2    | 4    | Украјина             | Алина Калистратова, Јелизавета Бризгина, Јана Качур, Хана Плотицина              | 42,04 | 43,77        |         |
| 12.  | 1    | 3    | Еквадор              | Јулијана Анхуло, Нарсиса Ландазури, Ромина Сифуентес, Анхела Тенорио             | 43,88 | 43,94        | НРС     |
| 13.  | 2    | 8    | Казахстан            | Рима Кашафутинова, Викторија Зјапкина, Светлана Голендова, Олга Сафронова        | 42,92 | 45,47        |         |
|      | 2    | 3    | Бахаме               | Девин Чарлтон, Кармиша Кокс, Џена Амбросе, Тинија Гаитер                         | 41,92 | НЗ           |         |
|      | 2    | 3    | Кина                 | Јуђа Тао, Линвеј Кунг, Манћи Ге, Сјаођинг Љанг                                   | 42,23 | НЗ           |         |
|      | 1    | 2    | Нигерија             |                                                                                  | 42,39 | НС           |         |

### Финале
Такмичење је одржано 12. августа 2017. године са почетком у 21:30 по локалном времену.,
| Пласман | Стаза | Штафета              | Атлетичарке                                                                     | Време | Белешке |
| ------- | ----- | -------------------- | ------------------------------------------------------------------------------- | ----- | ------- |
|         | 4     | САД                  | Aaliyah Brown, Алисон Феликс, Моролаке Акиносун, Тори Боуи                      | 41,82 | СРС     |
|         | 5     | Уједињено Краљевство | Аша Филип, Дезире Хенри, Дина Ашер-Смит, Дарил Неита                            | 42,12 |         |
|         | 7     | Јамајка              | Јура Леви, Наташа Морисон, Симон Фејси, Сашали Форбс                            | 42,19 | НРС     |
| 4.      | 6     | Немачка              | Татјана Пинто, Лиза Мајер, Ђина Лукенкемпер, Ребека Хазе                        | 42,36 |         |
| 5.      | 9     | Швајцарска           | Ајла Дел Понте, Сара Ачо, Муџинба Камбунђи, Саломе Кора                         | 42,51 |         |
| 6.      | 3     | Тринидад и Тобаго    | Семој Хакет, Мишел-Ли Ахје, Khalifa St. Fort, Кели-Ен Баптист                   | 42,62 | НРС     |
| 7.      | 8     | Бразил               | Францила Красуцки, Ана Клаудија Силва, Виторија Кристина Роза, Росанжела Сантос | 42,63 | НРС     |
| 8.      | 2     | Холандија            | Теса Ван Схаген, Дафне Схиперс, Наоми Седнеј, Џамил Самјуел                     | 43,07 |         |